# Melientha
Melientha é um género botânico pertencente à família Opiliaceae.

## Espécies
- Melientha longistaminea
- Melientha suavis